# Werft J. Ohm
Die Werft J. Ohm bestand von 1891 bis 1913 in Nübbel in Schleswig-Holstein. Die Ursprünge des Schiffbaus in Nübbel reichen zurück in das Jahr 1756, vermutlich sogar früher. Mit dem Bau des Eider-Kanals 1784 war die damalige Werft von Sievers und Storm in Rendsburg gezwungen, das Geschäft nach Nübbel zu verlegen. Danach erfolgte eine rasche Auftragszunahme. Die Werft J. Ohm schließlich verlor durch den Bau des Nord-Ostsee-Kanals an Bedeutung und schloss 1913.
Jürgen Ohm übernahm die kleine an der Eider gelegene Holzwerft vom vorigen Besitzer Stamp und führte sie bis 1904. In diesem Zeitraum reparierte und baute er die typischen Schiffe dieser Gegend. Zwei Neubauten entstanden in dieser Zeit, die Eiderschnigge Eunomia mit 35 BRT und die Galiot Caecilie mit 54 BRT.

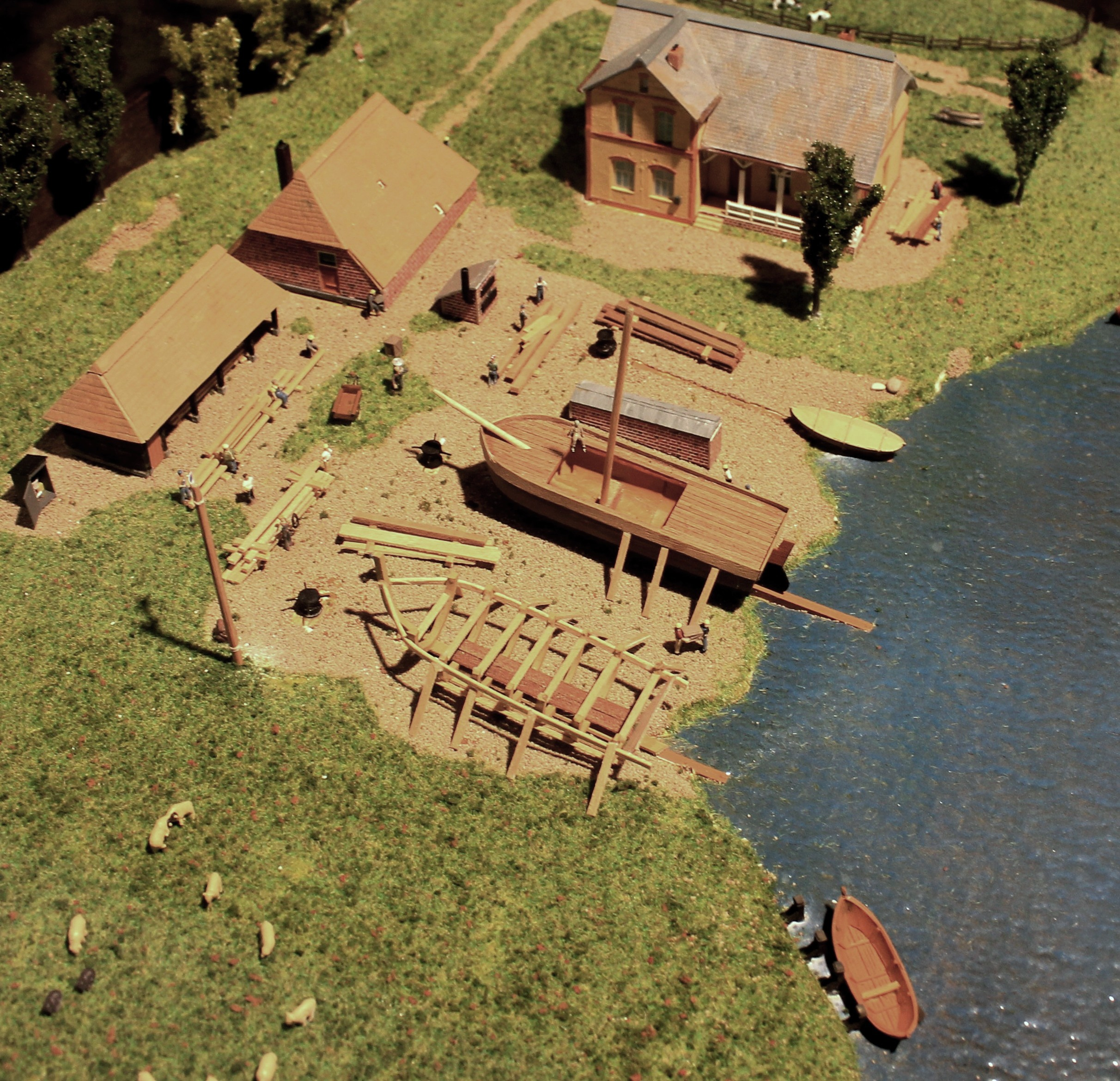
Werft Ohm Nübbel
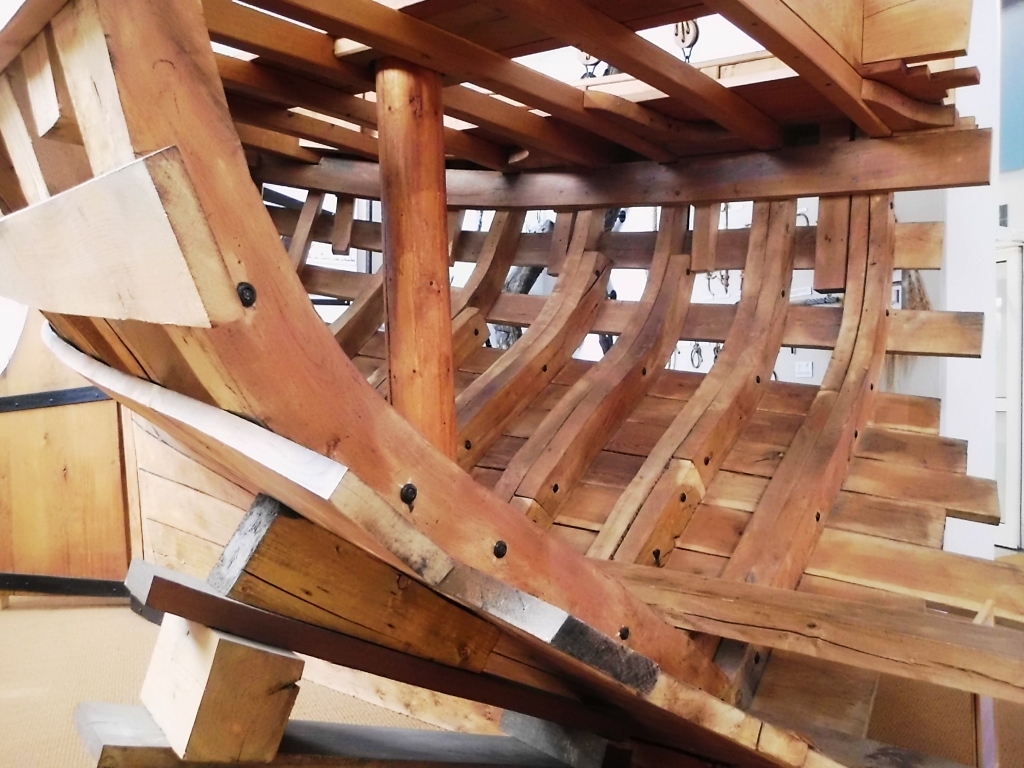
Hinterschiff Eiderschnigge
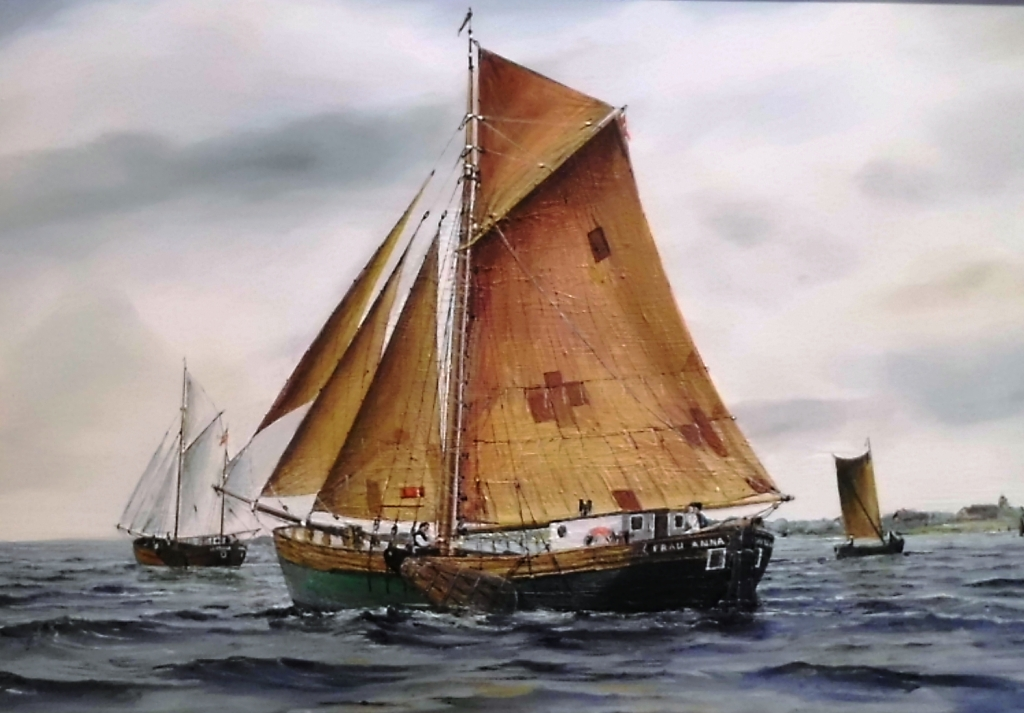
Eiderschnigge

Für die Arbeiten war die Werft mit drei Slipanlagen ausgestattet. Ab 1904 hat sein Sohn Johann Peter Ohm die Werft weitergeführt und bis 1913 sechs Küstensegler für Hamburger und holsteinische Reeder vom Stapel gelassen. Dabei handelte es sich um zwei Jachtschoner, zwei Gaffelschoner, eine Jachtgaleass und einen Dreimastschoner von 65 bis 100 BRT.